# پاسکال بیلر
پاسکال بیلر (انگلیسی: Pascal Bieler؛ زادهٔ ۲۶ فوریهٔ ۱۹۸۶) بازیکن فوتبال اهل آلمان است.
از باشگاه‌هایی که در آن بازی کرده‌است می‌توان به باشگاه فوتبال روت‌وایس اسن، باشگاه فوتبال هرتابرلین، باشگاه فوتبال نورنبرگ، باشگاه فوتبال وهن ویسبادن، و باشگاه فوتبال وورتسبورگ کیکرز اشاره کرد.